# Suzanne Valadon
Suzanne Valadon (Bessines, 1865. szeptember 23. – Párizs, 1938. április 7.) francia festő, modell, Maurice Utrillo anyja. Ő volt az első nő, aki a Société Nationale des Beaux-Arts tagja lett.

## Élete

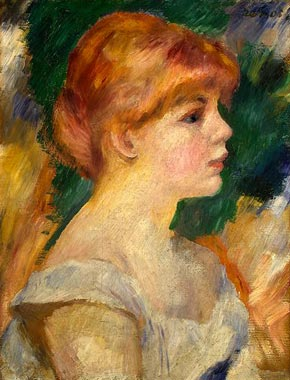
Renoir: Suzanne Valadon portréja, 1885

Marie-Clémentine Valadon néven született egy Limousin megyei kis falucskában. Anyja, Madeline Valadon varrónő volt, apjáról nem lehet tudni (állítólag évekig börtönben ült). Maga Suzanne egyébként fantáziadús meséket adott elő származásáról: hol talált gyermek volt, hol egy gazdag várúr lánya. Tény, hogy az anya nem maradhatott törvénytelen gyermekével a faluban, ezért Párizsba költözött, ahol szintén varrásból tartotta fenn magát és lányát. A kis Marie-Clémentine ennek ellenére gyakorlatilag az utcán nőtt fel, időnként besegített az ismerős mosónőknek, ő szállította haza a tiszta ruhaneműt.
Alig múlt 15 éves, amikor beállt egy cirkuszba artistának. A Montmartre festői itt ismerték meg, mert ebben az időben a művészek igen érdeklődtek a cirkuszművészet iránt. Egy cirkuszi baleset után azt javasolták a koraérett, bájos arcú és sudár termetű lánynak, hogy modellkedéssel keresse kenyerét. Először Puvis de Chavannes-nak állt modellt, aztán sorra Degas, Toulouse-Lautrec, Van Gogh, Gauguin és Renoir következett. A lány kiváló modell volt, remekül vette fel az ábrázolandó személy jellegzetességeit. Degas fedezte fel, hogy a lány remekül rajzol. Ezt írta: „Időnként nézegetem ebédlőmben azt a vörös krétarajzát (állandóan ott tartom), és azt mondom magamban: ez a rettenetes Marie zseniálisan rajzol!”. Azt tanácsolta a lánynak, hogy komolyan foglalkozzon rajzolással és festéssel. Ebben más festők is támogatták.
1883-ban állapotos lett, és december 26-án fiút szült. Apja ismeretlen, a gyermek neve Maurice Valadon lett. Marie, csakúgy, mint máskor, most is sokféle mesével állt elő a gyermek apját illetően, még egy Boissy nevű dilettáns festő, a Montmartre nevezetes alkoholistája is a megnevezettek között volt. Annak is híre volt, hogy Puvis de Chavannes évi kétszáz frank tartásdíjat folyósított titokban Valadonnak. Suzanne – a nevet Toulouse-Lautrec javaslatára vette fel – szorgosan igyekezett apát keresni fiának, és emiatt elcsábított egy Paul Mousis nevű jómódú bankvezetőt, aki elhagyta a családját Suzanne kedvéért, és később feleségül is vette, de Maurice-t nem adoptálta. 
Talált végül egy Miguel Utrillo y Molins nevű festő-építészt, aki 1891-ben nevére vette a gyermeket. Suzanne apakeresési kálváriájáról egy anekdota keringett Párizsban, amit az amerikai műgyűjtő, Ruth Bakwintett tett közzé a New York Times-ban: Amikor Suzanne Valadon megszülte Maurice-t, elment Renoir-hoz, akinél kilenc hónappal korábban modellt állt. Renoir megnézte a bébit, és azt mondta: 'Nem lehet az enyém, szörnyű a színe!' Ezután Degas-hoz ment, akinél szintén modellkedett akkoriban. A festő azt mondta: 'Nem lehet az enyém, szörnyű az alakja!' Beülve egy kávéházba, Valadon meglátott egy Miguel Utrillo nevű festőt, akinek elsírta bánatát. A férfi erre azt mondta: 'Büszke lennék, ha nevemet adhatnám Renoir vagy Degas munkájához!'
Suzanne 1909-ben összeismerkedett egy fiatal amatőr festővel, André Utterrel (aki éppen holtrészeg fiát, Maurice Utrillót vitte haza). Suzanne lefestette a férfit Ádámként, és egymásba szerettek. Elvált Mousis-tól és összeházasodott a fiánál is fiatalabb Utterrel. Ettől kezdve együtt élt az „elátkozott szentháromság”, ahogy Utrillo nevezte magukat.
Suzanne Valadon 1938-ban halt meg, a párizsi Saint-Ouen temetőben nyugszik. Temetésén számos barátja, a művészvilág jeles képviselői jelentek meg, többek között Pablo Picasso, Georges Braque, André Derain.

## Művészete
Suzanne Valadon festőbarátai bátorítására komolyan kezdett foglalkozni rajzzal és festéssel. Rajza igen jellegzetesek: alakjait egyetlen körvonallal rajzolta körül, ami valóban remek megfigyelőkészségről és rajztudásról ad tanúbizonyságot. Sajátos, hogy rajzain (fia arcképein kívül) szinte kizárólag csak aktokat örökített meg. Pasztellképei Toulouse-Lautrec és Degas hatását mutatják. Festményei egészen más stílusúak: Gauguin és a pont-aveni csoport festőinek hatásáról tanúskodnak. Csendéleteket, tájképeket, portrékat festett. Alkotásain ki kell emelni a szigorú kompozíciós készséget és a vibráló színek használatát. Első kiállítása az 1890-es évek elején volt, ahol főleg portrékat mutatott be, köztük egy Erik Satie zeneszerzőről készül arcképet.
1894-ben tagja lett – első nőként – a Société Nationale des Beaux-Arts-nak. 1921-ben a Weill galériában rendezték meg fiával közös reprezentatív kiállítását. Valadon festészetében a tökéletességre törekedett, nem egy festményét csak 13 év után mutatta be. Megvetette a (pénzügyi) siker hajhászását, azt vallotta, hogy a művészi maximumra kell törekedni mindenek felett.
Művei közül jelentős számú alkotást mutat be a párizsi Georges Pompidou központ, a grenoble-i Szépművészeti Múzeum, a New York-i Metropolitan Museum of Art és a sannois-i Utrillo-Valadon Múzeum.

## Képek

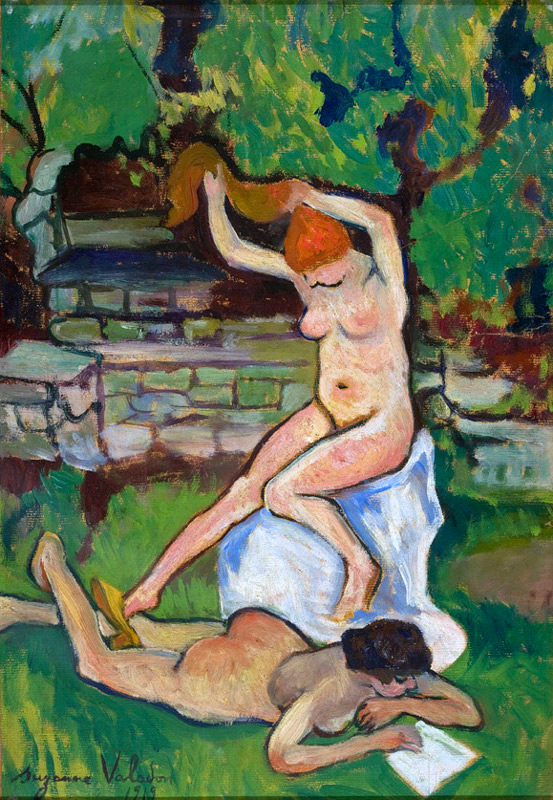
Suzanne Valadon: Aktok, 1919
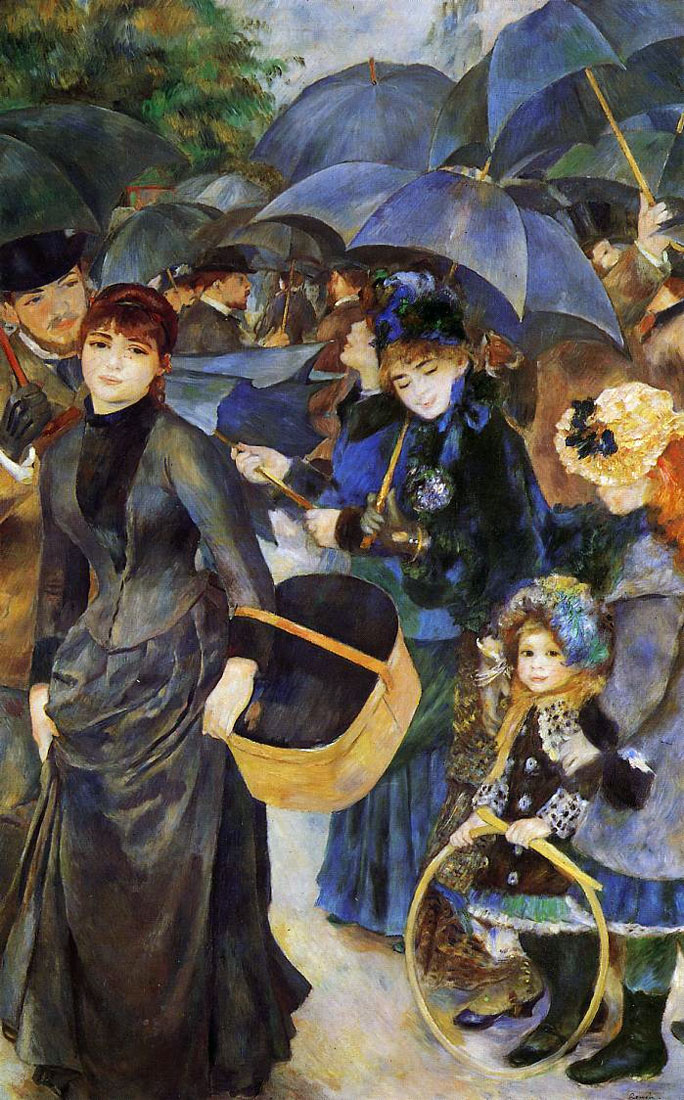
Renoir: Esernyők, 1883.
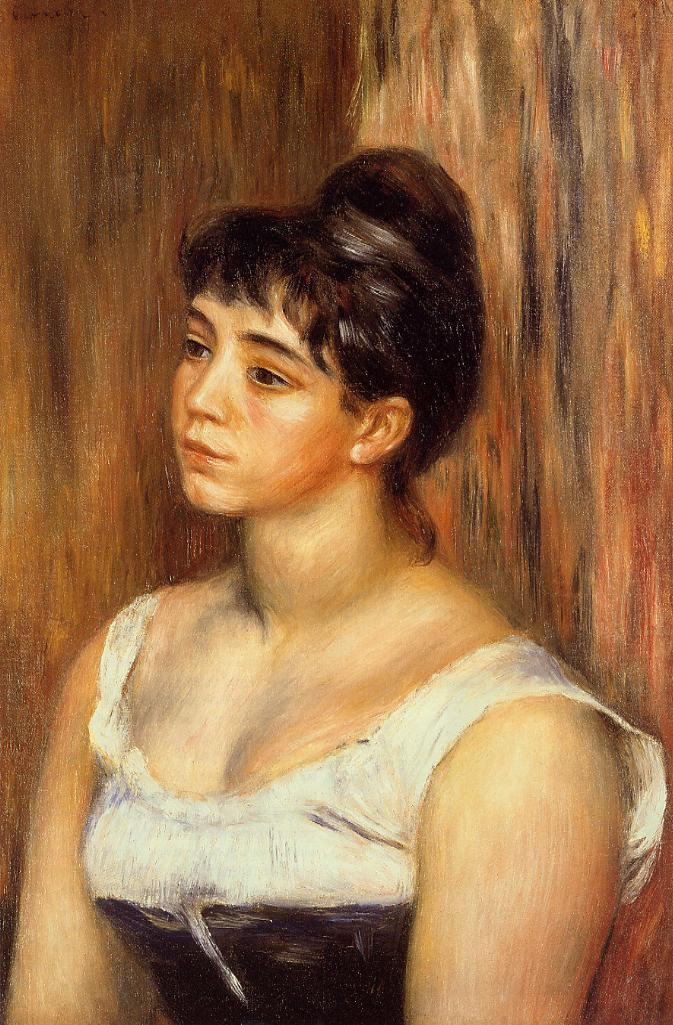
Renoir: Suzanne Valadon, 1885.
Toulouse-Lautrec: Madame Suzanne Valadon, 1887.
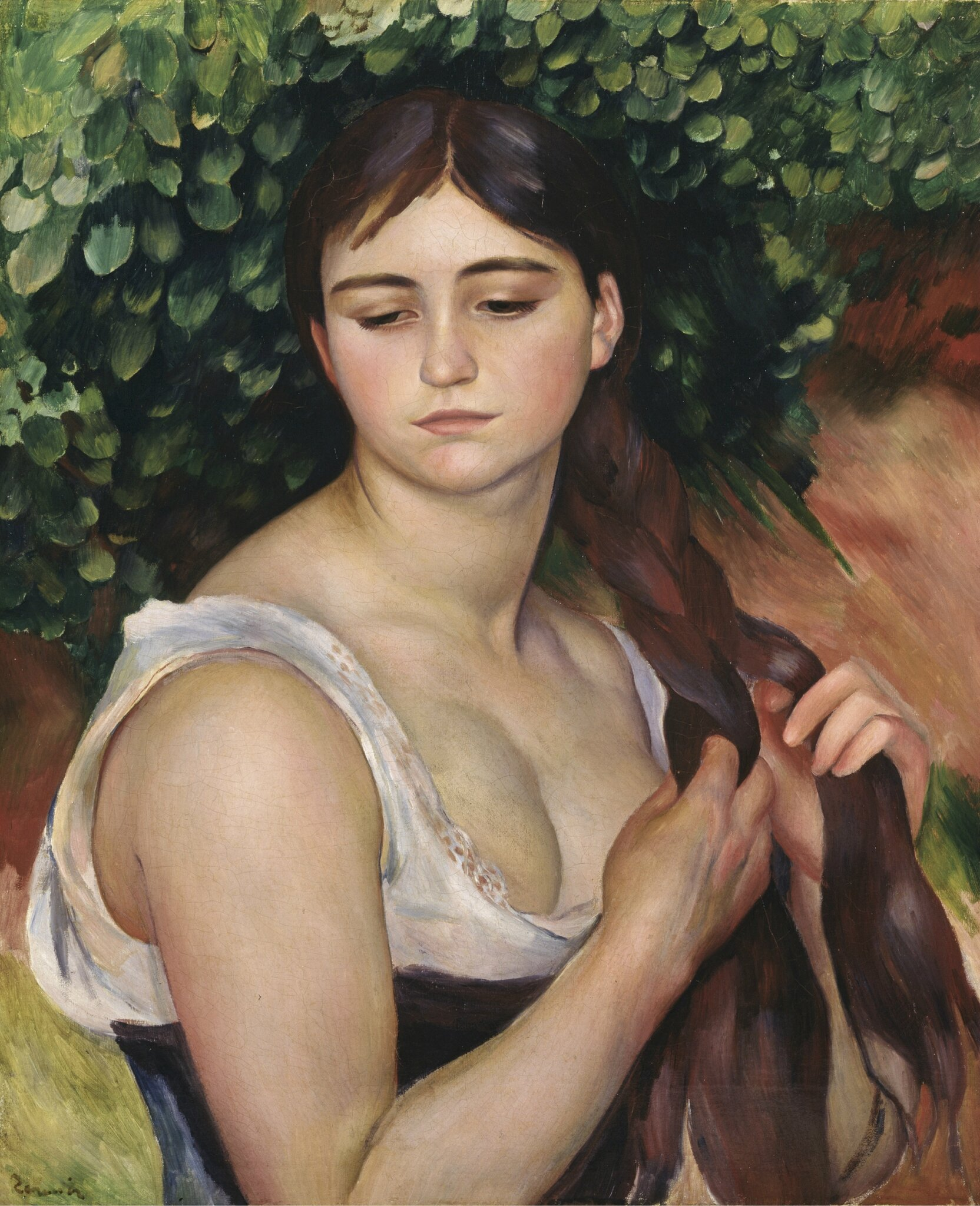
Renoir: Haját fonó lány, 1885.
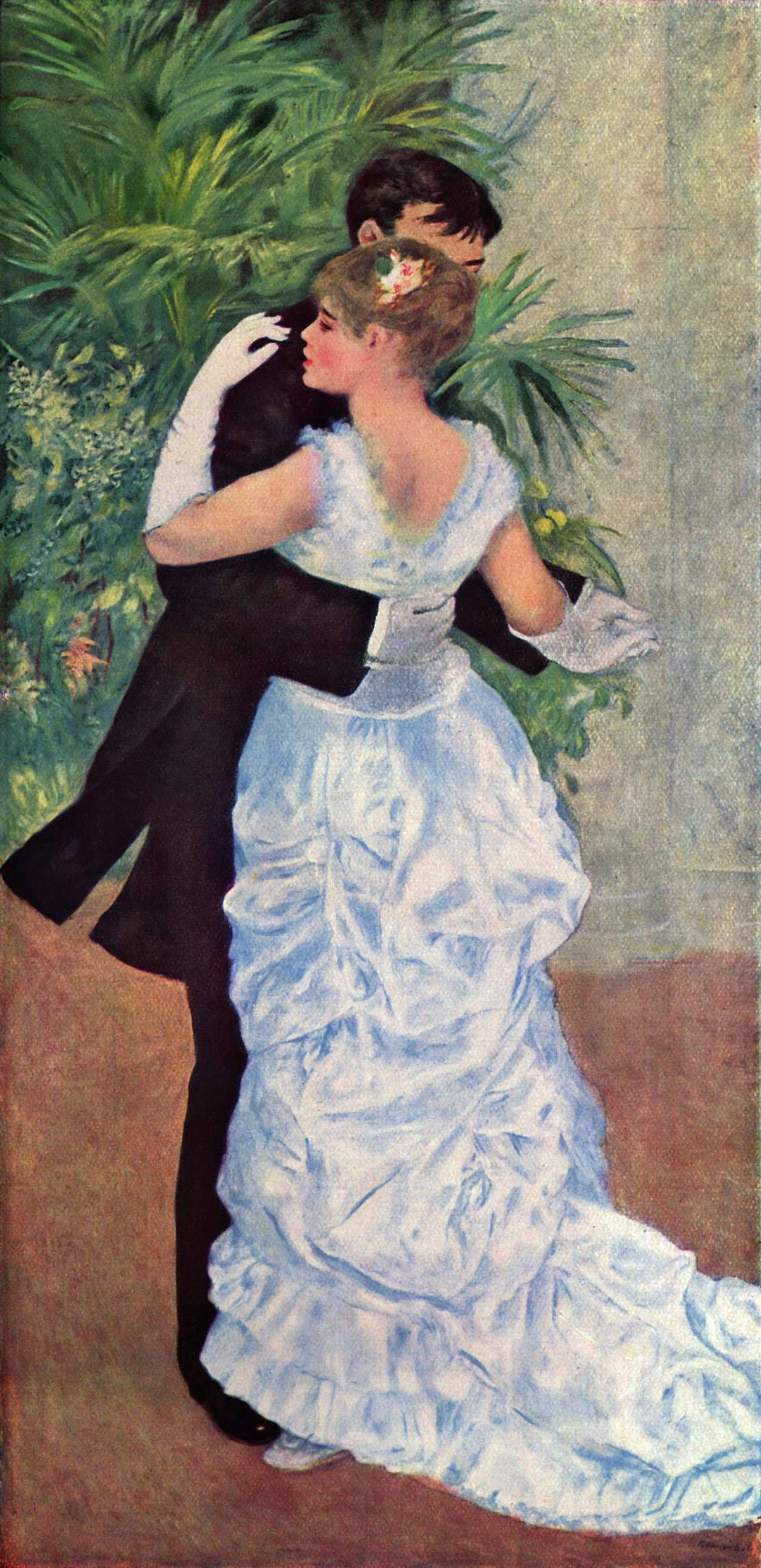
Renoir: Városi tánc, 1882–1883.
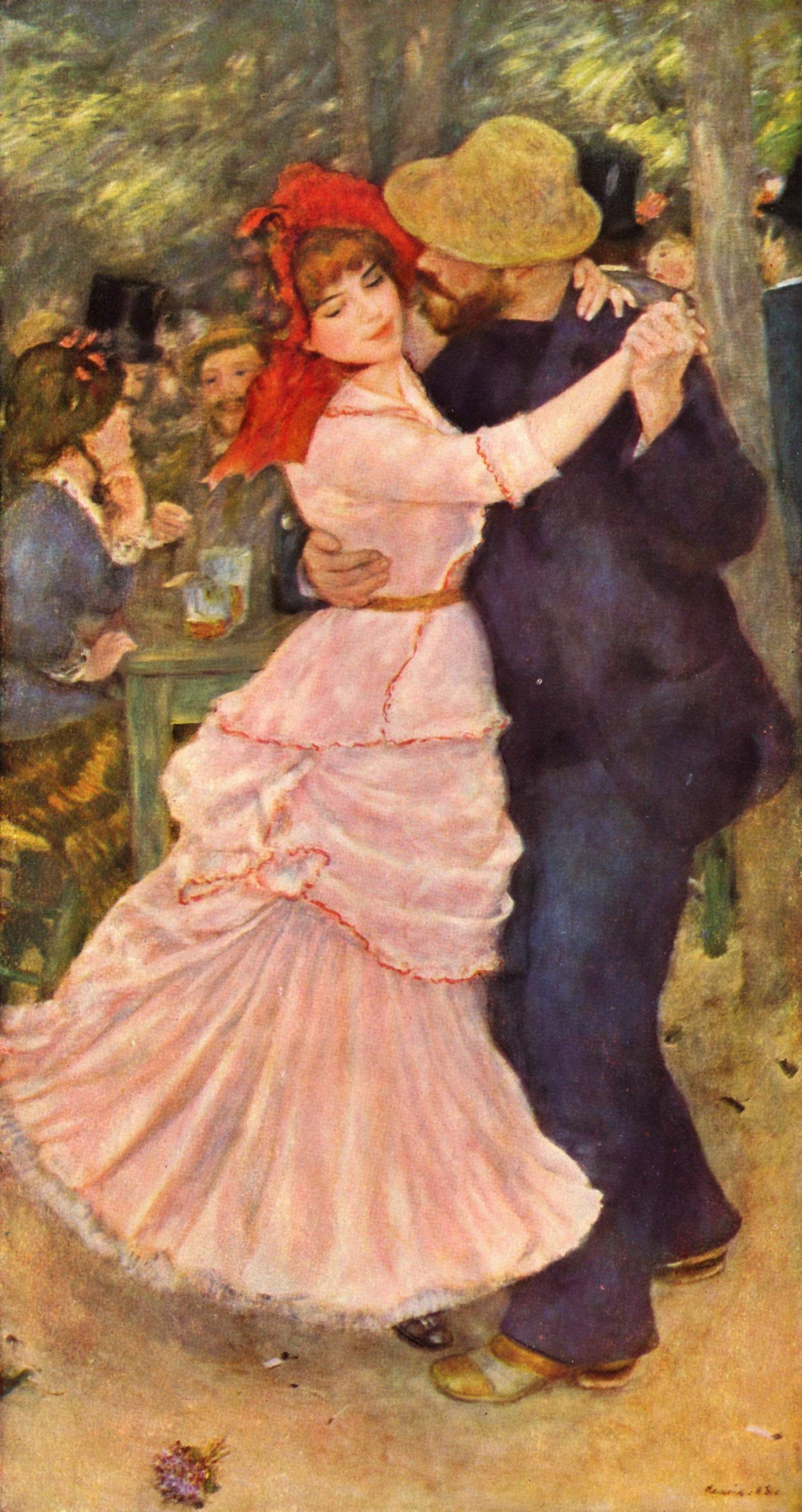
Renoir: Tánc Bougivalban, 1882–1883.
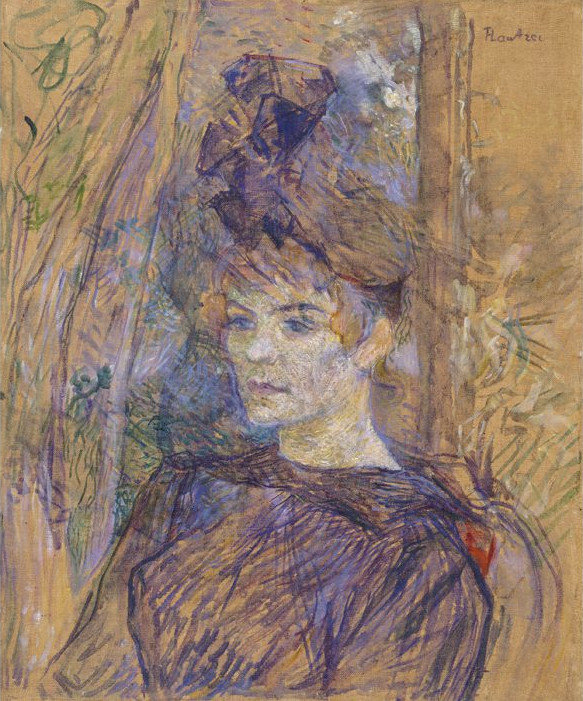
Toulouse-Lautrec: Susane Valadon, 1886–1887.
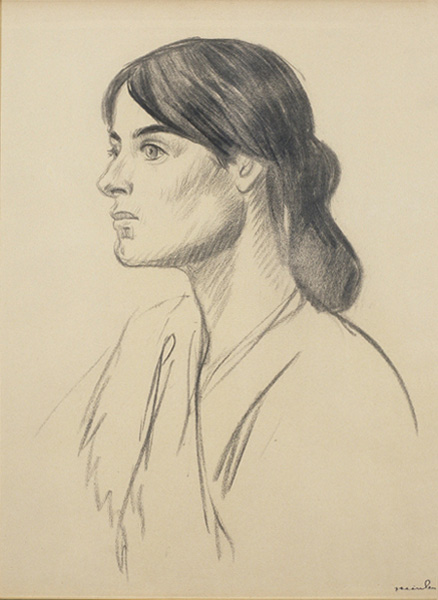
Steinlen: Susane Valadon, ~1880–1890.
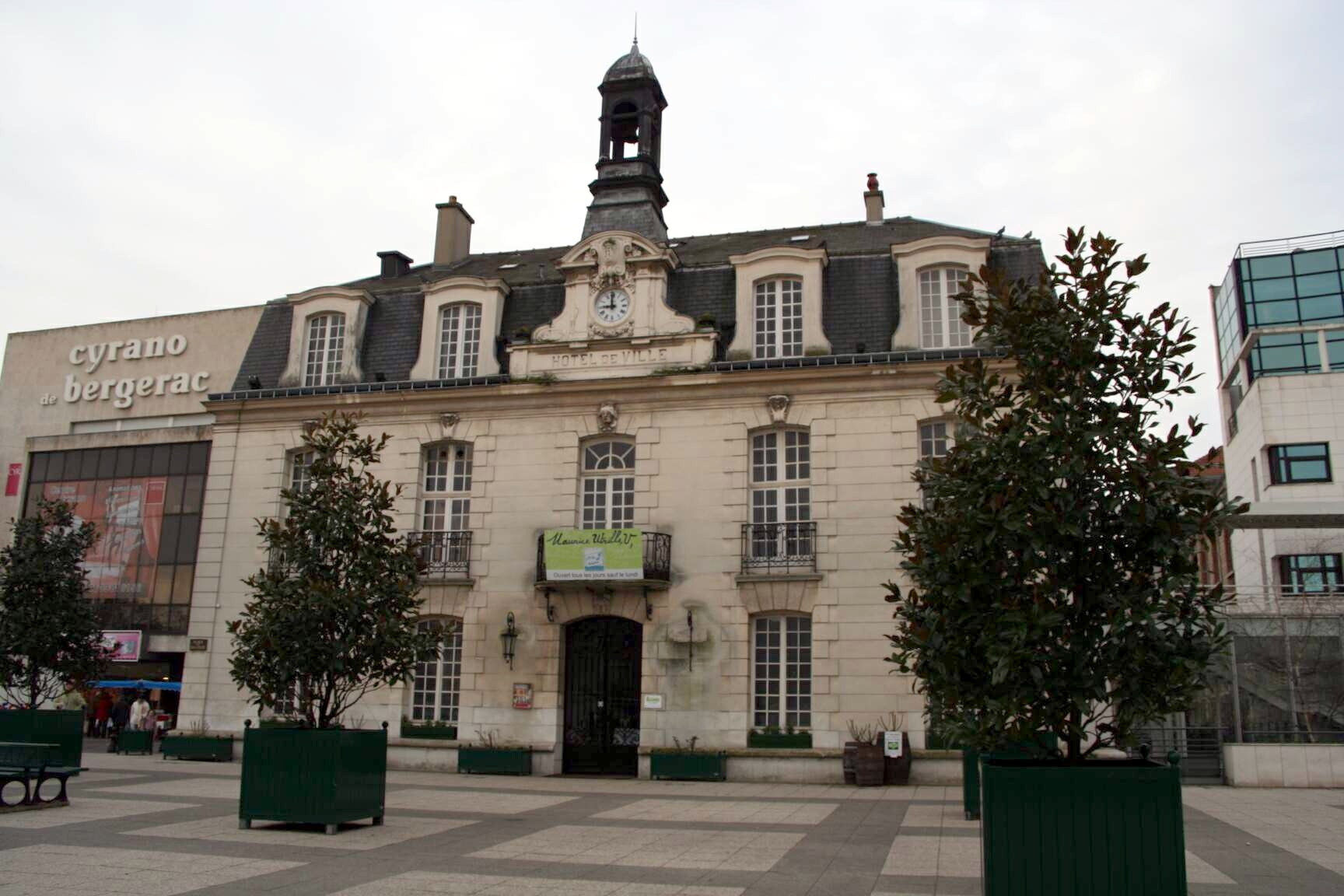
Az Utrillo-Valadon Múzeum Sannois-ban